# Zwei Einsame

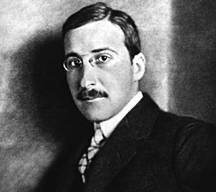
Stefan Zweig (ca. 1912)

Zwei Einsame ist eine 1901 erschienene Erzählung des österreichischen Autors Stefan Zweig.
Zwei Einsame gehört zum Frühwerk Stefan Zweigs und wurde erstmals im November 1901 in der Zeitschrift Stimmen der Gegenwart veröffentlicht. Thema ist das Treffen zweier von der Gesellschaft Ausgegrenzter: Der hässlichen „schieche Jula“ und eines gelähmten Arbeiters. Im Gespräch über ihre geteilten Leiden kommt es zu erster Zuneigung und romantischem Interesse aneinander. Jean-Pierre Lefebvre kritisiert, dass Zweig im Gegensatz zu vielen zeitgenössischen Autoren mit dieser Erzählung keine Sozialkritik an der Armut im Proletariat übe. Das Fehlen eines tragischen Endes sei im Hinblick auf sein Gesamtwerk bemerkenswert. Dem fügt Tatjana Marwinski hinzu, dass die beiden Figuren identitätslos seien; sie würden durch ihre Schwäche definiert werden. Zwei Einsame wurde von der Forschung bisher nur wenig betrachtet.